# Южный полюс Луны
Ю́жный по́люс Луны́ вызывает у учёных особый интерес из-за наличия на нём постоянно затенённых областей, содержащих лёд. Суммарная площадь областей, остающихся в тени на южном полюсе Луны, гораздо больше, чем на северном.
Формально, южный полюс Луны, равно как и северный, — точка пересечения оси вращения Луны с её поверхностью, расположенная в кратере Шеклтон; однако на практике полюсами принято также называть её достаточно обширные приполярные регионы.

## Кратеры вечной тьмы и пики вечного света
Многие кратеры южного полюса Луны примечательны тем, что солнечный свет никогда не достигает их дна. Именно это позволяет им накапливать лёд в течение многих миллионов лет. Такие «кратеры вечной тьмы» являются также холодными ловушками, вещество которых содержит записи о раннем этапе существования Солнечной системы.
Кроме водяного льда, в этих кратерах есть и отложения твёрдого углекислого газа, тоже немаловажного для будущих лунных миссий. Исследование НАСА в 2021 году выявило наличие около южного полюса 204 км² таких отложений, из них 82 км² — в кратере Амундсена.
Полезным, с точки зрения освоения Луны, может оказаться и возможное наличие на валах кратеров в районе южного полюса Луны пиков вечного света, позволяющих осуществлять непрерывную подзарядку солнечной энергией, без двухнедельного перерыва лунной ночи, периодически наступающей на всей территории спутника за исключением полярных регионов.

## Кратеры

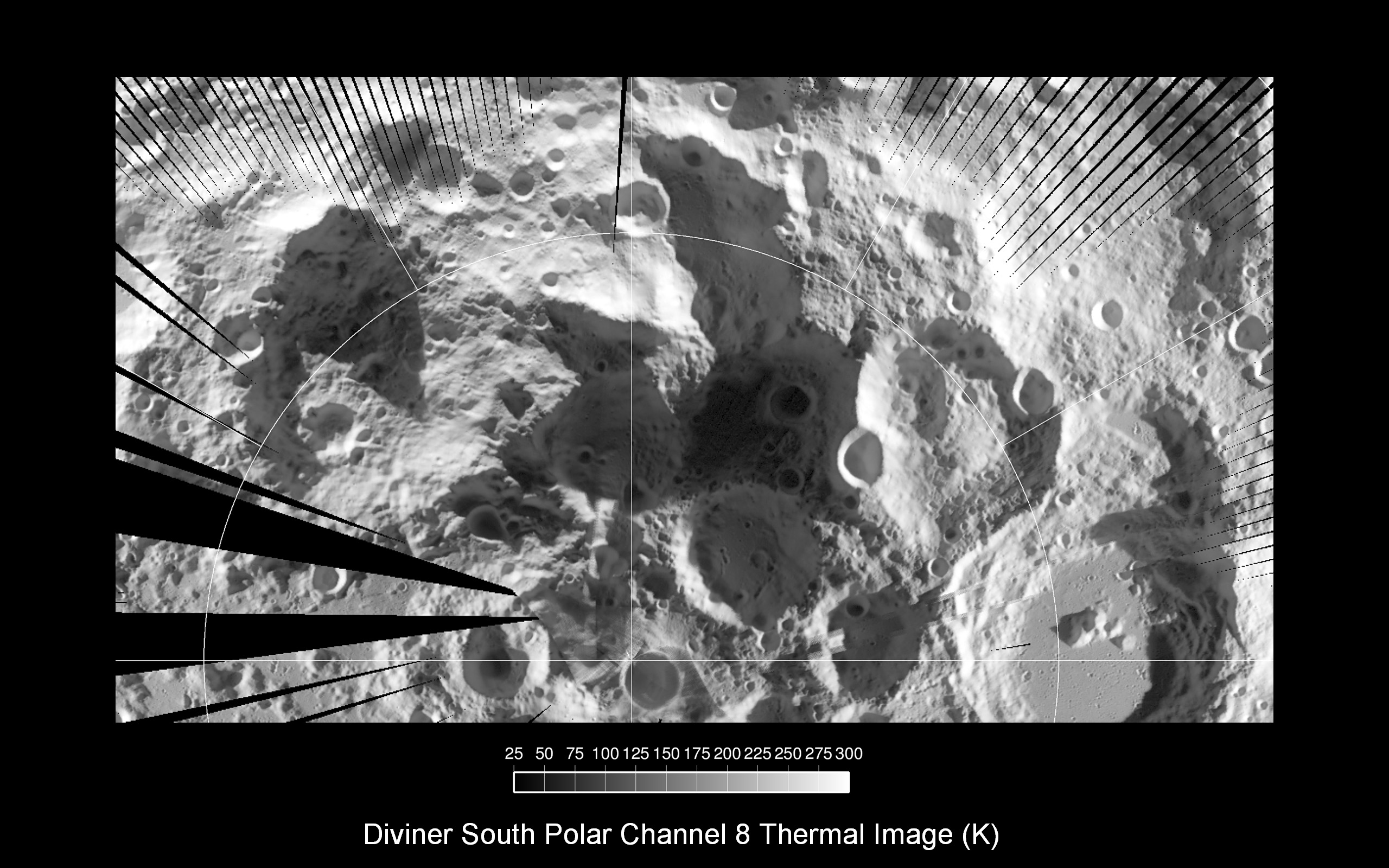
южный полюс Луны вблизи (фото КА LRO)

К южному полюсу Луны примыкает крупнейший кратер всей Солнечной системы, Бассейн Южный полюс — Эйткен.
Ось вращения Луны проходит через кратер Шеклтон. Крупнейшие соседние кратеры — Де Герлах, Свердруп, Шумейкер, Фаустини, Хаворт, Нобиле и Кабео.

## Исследование

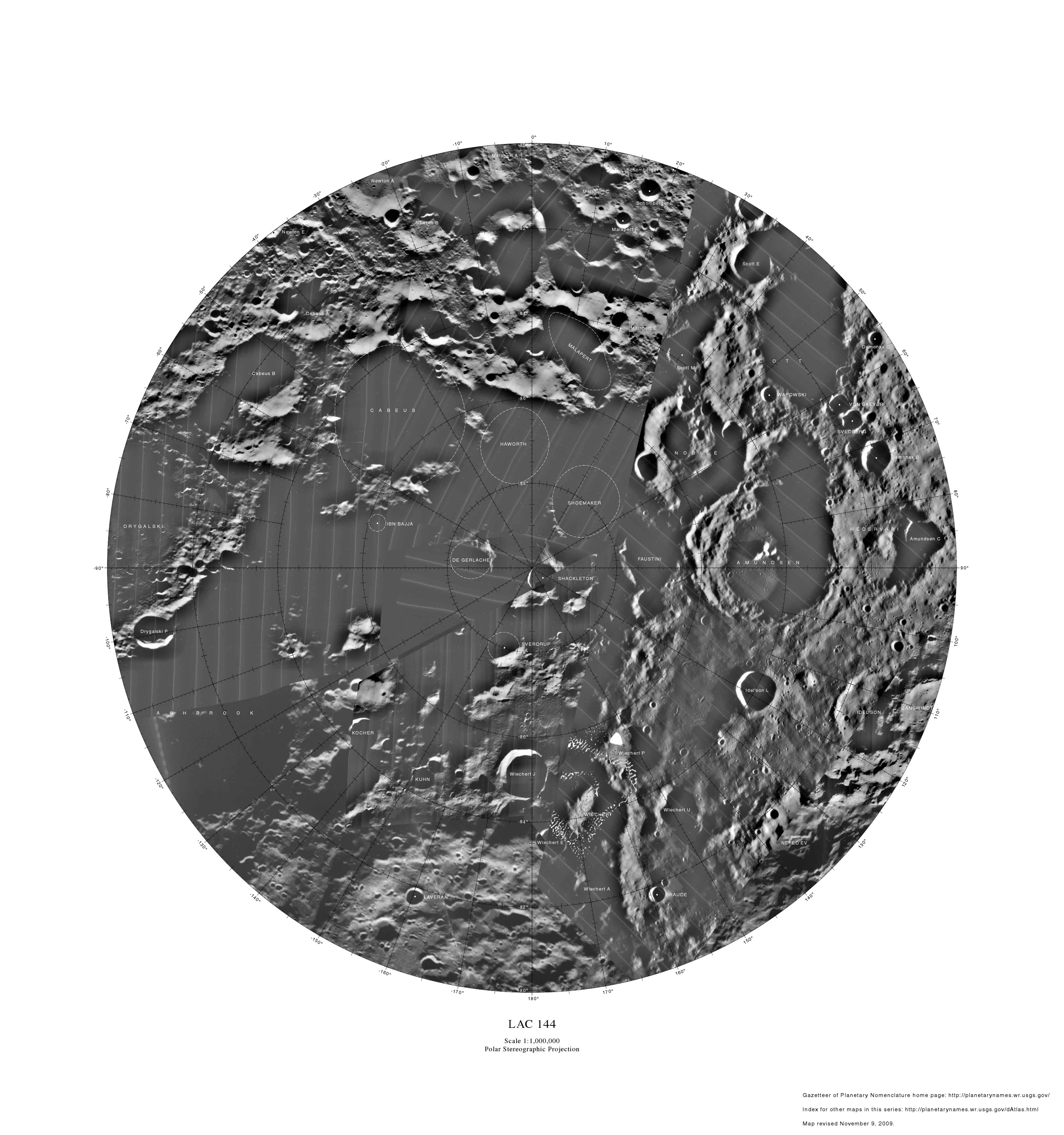
Карта Южного полюса Луны

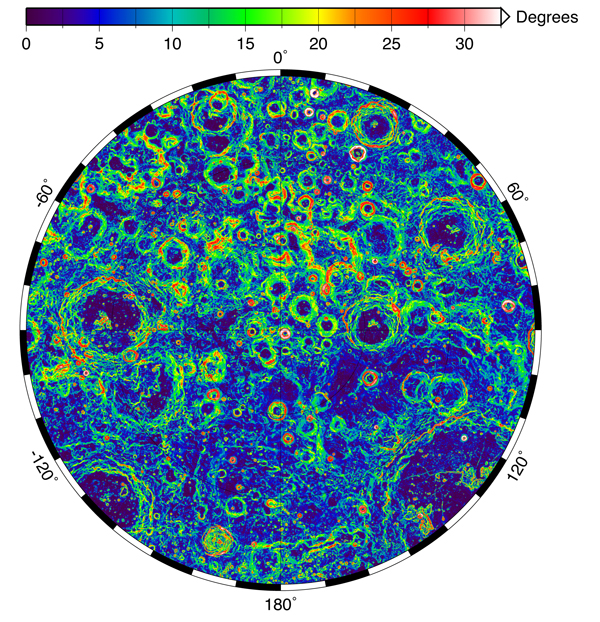
Карта абсолютных наклонов поверхности в районе южного полюса

С окололунной орбиты южный полюс Луны исследовали космические аппараты нескольких стран, в том числе серия Лунар орбитер, КА Клементина, Lunar Prospector (первая жёсткая посадка в районе южного полюса, 1997), LRO, «Кагуя», «Чанъэ-1», «Чандраян-1», «Чандраян-2» и другие.
14 ноября 2008 года в кратере Шеклтон, в точку Джавахар с координатами 89°46′ ю. ш. 39°24′ з. д. / 89,76° ю. ш. 39,40° з. д., совершил жёсткую посадку для анализа состава поверхности отделившийся от спутника «Чандраян-1» 29-килограммовый зонд Moon Impact Probe. Так Индия стала пятой страной, достигшей поверхности Луны (после СССР, США, Японии и ЕС), а точка этой посадки — самой южной из всех прилунений.
В 2009 году индийский КА «Чандраян-1» и аппарат НАСА LCROSS обнаружили значительный запас водяного льда в кратерах Шеклтон и Кабео соответственно; в этот поиск внёс существенный вклад и российский детектор нейтронов ЛЕНД, установленный на аппарате НАСА LRO. В результате, в XXI веке южный полярный регион Луны стал местом притяжения «второй лунной гонки». Так, например, программа США «Артемида» нацелена на создание форпоста на валу кратера Шеклтон.
В 2019 году ненамеренно жёсткую посадку примерно в 600 км от южного полюса, в точке 70°52′52″ ю. ш. 22°47′02″ в. д. / 70,881° ю. ш. 22,784° в. д., совершил спускаемый аппарат «Викрам» индийской АМС «Чандраян-2», намеревавшийся исследовать эту область, а в 2023 году первую мягкую посадку в этом регионе, в точке 69°22′ ю. ш. 32°21′ в. д. / 69,37° ю. ш. 32,35° в. д., совершил также индийский СА с луноходом «Прагъян», миссии «Чандраян-3».

### Планы
- / В 2023—2024 году специально созданный международный консорциум планирует создать на горе Малаперт Международную лунную обсерваторию с телескопом апертурой 7 см.

- / В 2024 Индия, совместно с JAXA, планирует запуск «Чандраян-4», также с луноходом[11].

- В 2024 году[12] Китай планирует отправить на южный полюс Луны станцию «Чанъэ-6», в 2026 — «Чанъэ-7», в 2027 — «Чанъэ-8», и далее создать в этом регионе в 2031—2035 годы совместно с  Россией Международную лунную станцию, постройка прототипа которой начнётся с совместной деятельности китайского аппарата «Чанъэ-8» и российского «Луна-28».

- В ноябре 2024 года США планируют доставить в район кратера Нобиле луноход VIPER.

- В 2025 году[13] НАСА планирует посадку на валу кратера Шеклтон[14] пилотируемого космического корабля «Орион» миссии «Артемида-3», которая может стать первой посадкой астронавтов на Луну с 1972 года (после «Аполлон-17»)[15] и первой пилотируемой посадкой в полярном регионе Луны в истории.

- В 2025 году посадку на южный полюс Луны планирует осуществить также американская компания Blue Origin[16].

- В 2026 году КНР планирует отправить на южный полюс АМС «Чанъэ-7» с луноходом ОАЭ «Рашид-2»[17].

- В 2027 году в районе южного полюса планируется посадка российской АМС «Луна-27» с индийским мини-луноходом[18].

- Российская компания «Лин Индастриал» разрабатывает планы создания в районе южного полюса Луны, на горе Малаперт (плато на юго-западной части вала кратера Малаперт) лунной базы[19][20].

Даты этих миссий периодически сдвигаются (в основном, в будущее), поэтому приводимые выше даты являются лишь последними из известных при добавлении в статью.